# مارسل شفر
مارسل شفر (آلمانی: Marcel Schäfer؛ زادهٔ ۷ ژوئن ۱۹۸۴) بازیکن فوتبال اهل آلمان بود.
از باشگاه‌هایی که در آن بازی کرده‌است می‌توان به باشگاه فوتبال وولفسبورگ و باشگاه فوتبال مونیخ ۱۸۶۰ اشاره کرد.
وی همچنین در تیم‌های ملی فوتبال آلمان ب و آلمان بازی کرده‌است.